# Reginald Pinney
Vous lisez un « bon article » labellisé en 2018.
Reginald John Pinney est un officier supérieur de l'Armée britannique, né le 2 août 1863 et mort le 18 février 1943. Général de division durant la Première Guerre mondiale, il s'illustre notamment à la bataille d'Arras (1917), inspirant à Siegfried Sassoon son poème Le Général.
Pinney sert en Afrique du Sud pendant la seconde guerre des Boers avec les Royal Fusiliers. Au début de la Première Guerre mondiale, il commande une brigade envoyée pour renforcer le front de l'Ouest en novembre 1914. En mars de l'année 1915, la brigade subit de lourdes pertes lors de la bataille de Neuve-Chapelle. En septembre de la même année, Pinney assure le commandement de la 35e division, une unité de la Kitchener's Army composée de soldats bantams déployée pour la première fois lors de la bataille de la Somme. Après trois mois au front, Pinney est muté à la tête d'une nouvelle division, la 33e, qu'il commande à Arras en 1917, puis durant l'offensive du Printemps en 1918, où sa division contribue à stabiliser la ligne défensive après la mise en déroute du corps expéditionnaire portugais. 
Après la guerre, il se retire dans une région rurale du comté de Dorset, où il endosse d'abord le poste de juge de paix, puis shérif du comté, et enfin Deputy Lieutenant. Il est également colonel honoraire de son ancien régiment, les Royal Fusiliers.

## Famille
Reginald Pinney naît en 1863 à Clifton, une ancienne ville qui se trouve de nos jours dans la banlieue de Bristol. Il est le fils aîné de John Pinney, pasteur anglican de Coleshill (comté de Warwickshire) et de son épouse Harriet. Son grand-père paternel, Charles Pinney, est un important commerçant et ancien maire de Bristol, tandis que son grand-père maternel, John Wingfield-Digby, est un ancien pasteur anglican de Coleshill. L'un de ses oncles, John Wingfield-Digby, devient député du parti conservateur de la circonscription de North Dorset. John et sa femme Harriet, qui meurt en 1877, ont cinq autres enfants, quatre fils et une fille. L'un des frères de Reginald, John, sert également dans l'armée en rejoignant la Central India Horse,.

## Études et début de carrière
Après quatre années d'études au Winchester College, Pinney est reçu à l'Académie royale militaire de Sandhurst en 1882. Le 6 février 1884, il est nommé avec le grade de lieutenant au sein des Royal Fusiliers, où il sert durant cinq ans, avant de rejoindre le collège d'état-major de Camberley en 1889. À l'issue de sa formation à Camberley, il est promu capitaine, en décembre 1891. De 1896 à 1901, il occupe le poste d'adjoint de l'adjudant-général à Quetta, en Inde, suivi d'une promotion au grade de major en décembre 1898. Il épouse Hester Head en 1900 ; le couple a trois fils et trois filles.
Arrivé en Afrique du Sud en novembre 1901, Pinney participe activement à la seconde guerre des Boers en tant que commandant en second du 2e bataillon des Royal Fusiliers. Il sert avec ce bataillon jusqu'à la fin de cette guerre, après quoi il est promu lieutenant-colonel et assure le commandement du 4e bataillon, en plus d'une promotion au brevet de colonel en 1906. L'année suivante, il abandonne le commandement de son bataillon et passe au demi salaire (half-pay, l'équivalent du demi-solde en vigueur durant le premier Empire) avant d'occuper le poste d'adjudant-général adjoint en Égypte en 1909. Il occupe ce poste jusqu'en 1913 où, à l'âge de cinquante ans, il est muté pour assurer le commandement d'une unité de réserve, la 130e brigade de la 43e division d'infanterie issue de la Territorial Force.

## Première Guerre mondiale

### Commandant de la23ebrigade en France

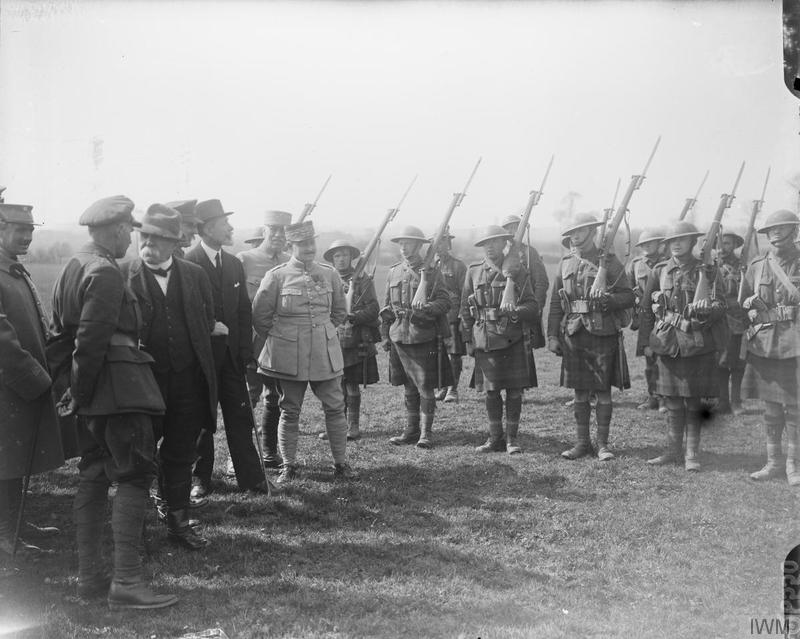
Le général Pinney discutant avec Georges Clemenceau devant les troupes de la 33e division.

Après le déclenchement de la Première Guerre mondiale en août 1914, un corps expéditionnaire de sept divisions régulières est mobilisé pour servir en France. Entre-temps, la Territorial Force les remplace pour assurer la défense intérieure du territoire britannique. Ce corps représente presque toutes les unités régulières stationnées au Royaume-Uni ; seule l'armée régulière n'y envoie que la moitié de son effectif, le reste étant dispersé dans diverses bases militaires de l'Empire britannique, principalement en Inde et en Méditerranée. Ces unités sont très vite remplacées par les forces territoriales ou indiennes, puis regroupées dans de nouvelles divisions afin de renforcer la Force expéditionnaire.
La division Wessex (43e division), l'ensemble de son personnel paramilitaire ainsi que ses unités de soutien sont affectés en Inde afin de remplacer les unités régulières et d'encadrer la 8e division d'infanterie, récemment établie. Par conséquent, Pinney est relevé du commandement de sa brigade territoriale en octobre et chargé du commandement de la nouvelle 23e brigade composée de trois bataillons venus de Malte et d'un bataillon venu d'Égypte. La majorité de l'effectif provient d'unités régulières, avec très peu de réservistes. Toutefois, ces soldats sont moins entraînés que les troupes servant dans la force expéditionnaire, à cause de leurs longs séjours passés dans les bases militaires des colonies britanniques.
La 8e division est envoyée en France durant le mois de novembre 1914. Juste après son arrivée, deux bataillons sont déployés pour tenir une section de la ligne de front pendant une semaine durant les dernières phases de la première bataille d'Ypres. Cependant, la brigade n'effectue sa première action majeure sous le commandement de Pinney que le 10 mars 1915, dans le cadre de la bataille de Neuve-Chapelle,. La 23e brigade se heurte à une forte résistance lorsqu'elle commence son attaque, en raison de l'échec du bombardement effectué par la division d'artillerie sur les tranchées allemandes. Alors que le 2e bataillon Middlesex, qui entame un assaut frontal, est presque complètement anéanti, l'autre bataillon en tête de front de la brigade, les 2e Cameronians, est victime de tirs en enfilade et subit une lourde défaite, perdant presque tous ses officiers et contraint de battre en retraite. Malgré la déroute de ses bataillons, Pinney, se trouvant à ce moment à environ 200 mètres de la ligne de front, décide de poursuivre l'attaque. N'étant pas en mesure de faire appel au soutien du corps d'artillerie, il opte pour la seule approche possible : l'envoi des deux bataillons de réserve, les Devonshires et les West Yorkshires. Mais ces derniers subissent à leur tour la fureur du feu allemand et l'assaut doit être rapidement annulé, d'autant plus que le corps d'artillerie est sur le point de tirer sur les positions attaquées. Après cela, l'attaque continue de s'enliser, et bien qu'il y ait eu quelques succès dans le secteur divisionnaire, la 23e brigade n'obtient guère plus de succès.
Après Neuve-Chapelle, la brigade est renforcée par deux bataillons territoriaux. Lors de la bataille de la crête d'Aubers le 9 mai 1915, la 23e brigade est tenue en réserve par la 8e division et échappe ainsi au sort subi par les deux brigades d'attaque. Vers midi, une troupe composée de toute l'infanterie disponible, y compris certaines unités de la brigade de Pinney, est déployée en avant par le commandant de la division afin de soutenir les deux brigades d'attaque.

### Commandant de la35edivision

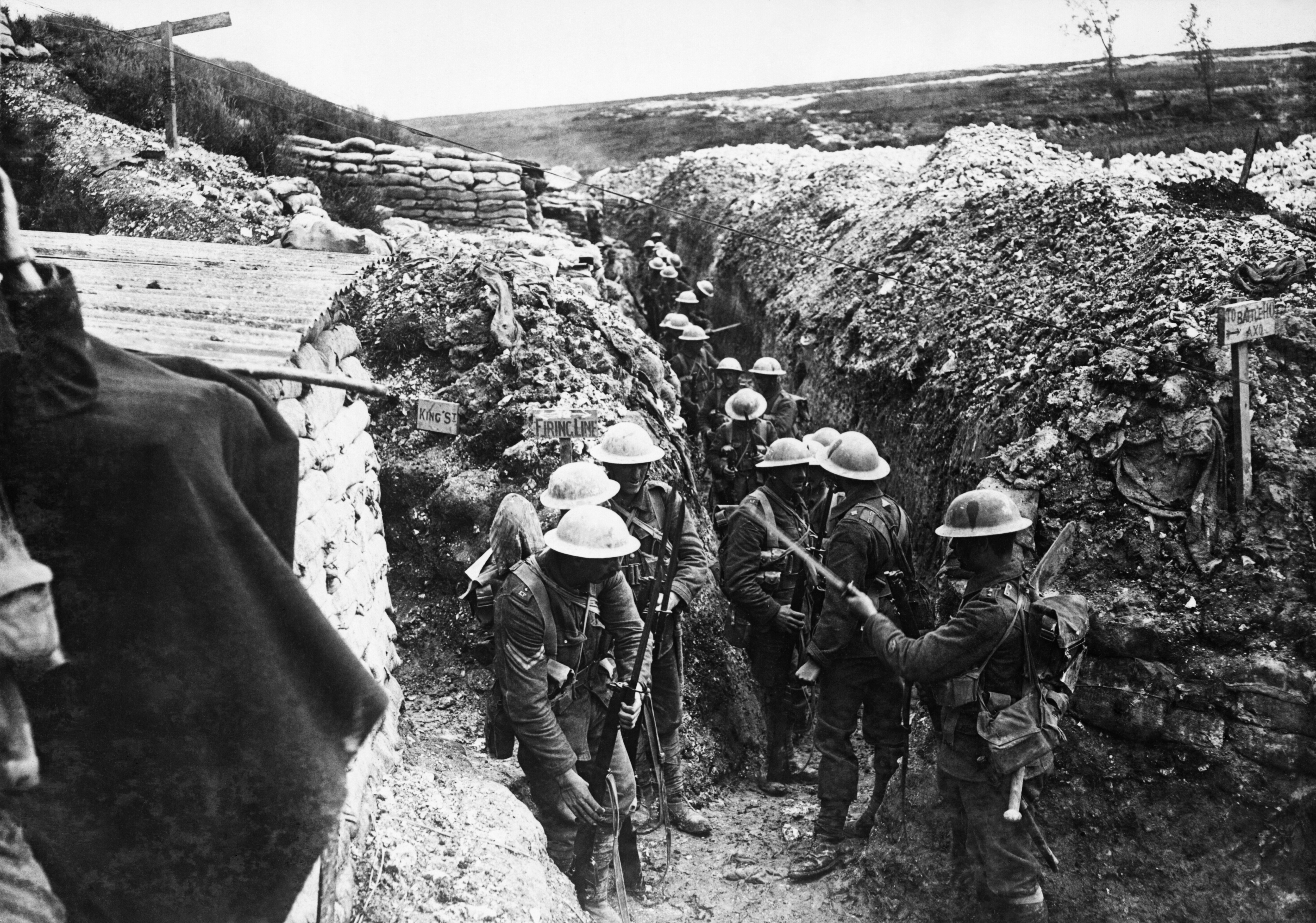
Soldats britanniques dans une tranchée durant la bataille de la Somme en 1916.

Lorsqu'il est promu major-general vers la fin du mois de juin 1915, Pinney cède le commandement de la 23e brigade à Travers Clarke. Il retourne ensuite en Angleterre pour prendre le commandement de la 35e division, récemment établie et composée de volontaires de la Kitchener's Army. Les hommes de cette division proviennent principalement des zones industrielles du nord de l'Angleterre, dont la majorité sont des bantams, des soldats qui sont sous la taille réglementaire normale de 160 cm exigée par l'armée. Parmi les officiers que Pinney rencontre durant son service avec la 35e figure Bernard Montgomery, récemment affecté en tant que major de la 104e brigade, qui servira plus tard au poste de general staff officer dans la 33e division.
La 35e division est transférée en France au début de l'année 1916, pour préparer l'offensive prévue au début de l'été de cette année-là. Les hommes de la division occupent la ligne de front en février et Pinney ordonne une série de raids des compagnies et des bataillons au cours des mois suivants. Assignée par le 13e corps d'armée, la 35e est déployée en tant qu'unité de réserve durant la bataille d'Albert, qui marque le début de la bataille de la Somme, mais revient au front durant la bataille de la crête de Bazentin et des attaques sur High Wood, où elle subit de lourdes pertes : en une seule semaine, une brigade de la division perd un millier d'hommes, soit un tiers de ses effectifs. La division se repose pendant une semaine au début du mois d'août avant de retourner à nouveau au front. Vers la fin du mois, une attaque mal planifiée et vraisemblablement suicidaire sur Falgemont Farm est annulée à la dernière minute par Pinney, après que Montgomery ait signalé des failles sur les détails du plan. Un nouveau plan d'attaque est immédiatement proposé — et appliqué — et le bataillon responsable de l'assaut réussit à prendre la ferme avec un minimum de pertes. Par la suite, la 35e division est transférée dans un secteur plus calme de la ligne de front.

### Commandant de la33edivision

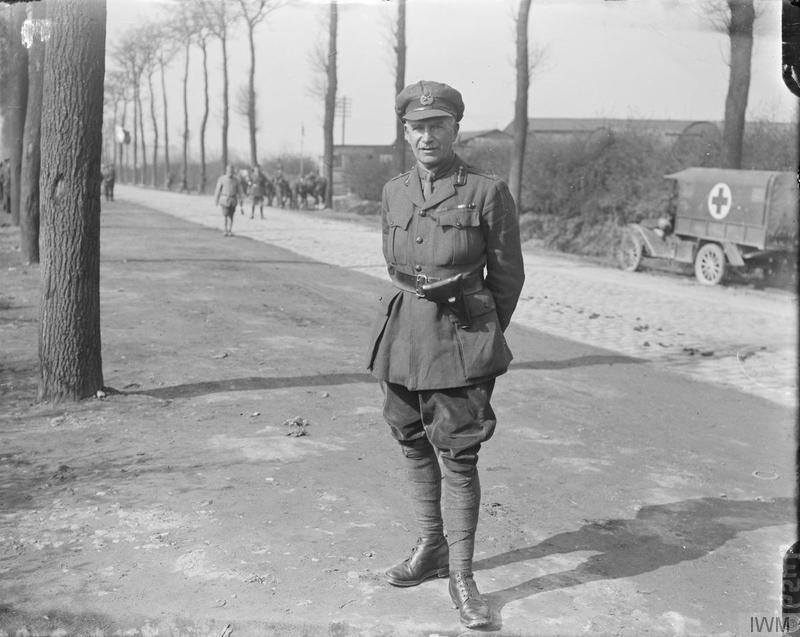
Le général Reginald Pinney à Cassel le 21 avril 1918.

En septembre 1916, le major-général Herman Landon, à la tête de la 33e division, est relevé de son commandement. Il est alors convenu qu'il échange ses fonctions avec celles de Pinney, le transfert est effectué le 23 septembre,. Cet échange de commandement permet de donner à Landon un commandement moins actif, puisque la 35e occupe un secteur relativement calme et de proposer à Pinney une division plus « active », les hauts gradés de l'armée l'estimant plus efficace. Lorsque Pinney rencontre les officiers d'un de ses nouveaux bataillons au début du mois d'octobre 1916, ces derniers affirment que leur nouveau commandant est « agréable, humain et pas trop vieux »,. Cependant, certaines de ses dispositions sont mal vues par ses hommes, notamment lorsqu'il interdit la consommation d'alcool au sein de la division, la remplaçant par du thé,,. L'infanterie est très mécontente de cette décision, et un sous-officier qualifie même Pinney de « manivelle à pincer, plus adaptée au commandement d'une mission évangélique que d'une troupe militaire ». Il y a cependant une certaine justification à cette nouvelle règle, car Pinney ne boit pas d'alcool, ne fume pas et est un chrétien dévot. La description la plus célèbre de lui est écrite à cette époque par Siegfried Sassoon, alors officier dans l'un des bataillons de la 33e division, qui choisit Pinney comme sujet de son poème satirique Le Général,,.

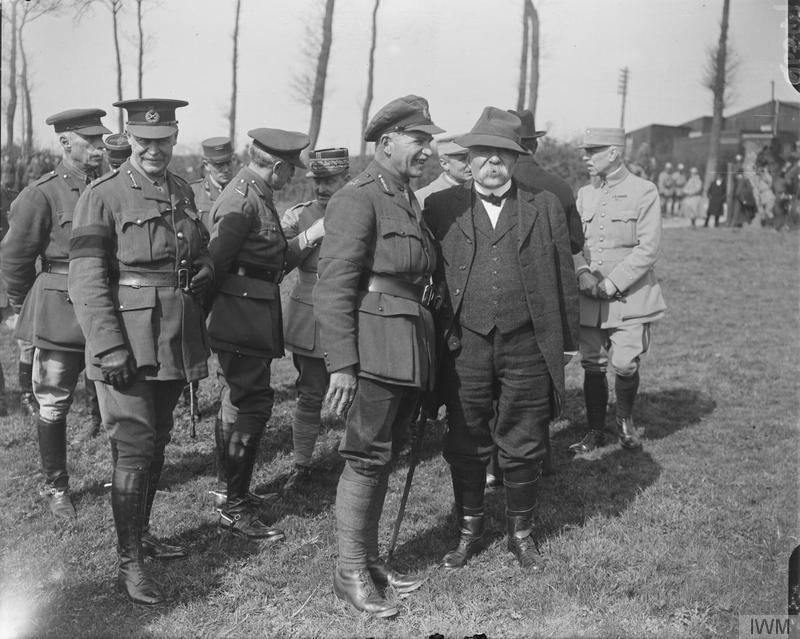
Au premier plan, le général Pinney et le premier ministre français Georges Clemenceau, inspectant les unités de la 33e division d'infanterie, le 2 avril 1918.

Bien que la 33e ait perdu ses premiers effectifs, elle fait partie, avec la 35e, de la nouvelle vague de division récemment mise en place par la nouvelle armée. Vers la fin de l'année 1916, elle est composée à proportions égales de bataillons territoriaux, de bataillons réguliers et des nouvelles troupes de la nouvelle armée. Alors que la 35e division est composée de bantams, la 33e est formé à l'origine de Pals battalion (une unité formée par la communauté locale afin que les hommes puissent servir aux côtés de leurs amis et collègues) et de bataillons composés d'anciens élèves d'independant schools élitistes. Bon nombre de ces premières unités sont transférées — ou, dans le cas des bataillons des independant schools, dissoutes, afin que leurs membres puissent être formés pour devenir officiers — mais un certain nombre de ces unités très soudées continuent à servir avec la division.
Après l'arrivée de Pinney, la 33e division se retire pendant deux mois pour se réorganiser puis participe aux dernières phases de la bataille de la Somme. La division reste sur le front de la Somme jusqu'en mars 1917, date à laquelle elle est transférée à Amiens afin de participer à la bataille d'Arras. La division est engagée dans les combats de la première et la seconde bataille de la Scarpe, vers la fin du mois d'avril, où elle fait 700 prisonniers malgré les lourdes pertes subies. Elle participe ensuite à une série d'attaques sur la ligne Hindenburg à la fin du mois de mai, dont la première, qui se tient durant la nuit du 20 mai, est menée par Pinney. Malgré le succès de cette attaque, Pinney persiste à interdire à ses hommes la consommation d'alcool. La deuxième attaque, qui se déroule le 27 mai, est un échec total ; Pinney affirme plus tard que cette offensive était une « distraction » en vue de la bataille de Messines, une interprétation accueillie avec un certain cynisme par ses supérieurs.

Après les combats autour d'Arras, la 33e division est déplacée à Nieuport, dans le cadre de la préparation de l'opération Hush, qui consiste en une offensive visant le front côtier, en plus d'un débarquement d'une unité amphibie derrière les lignes allemandes. Après l'annulation de cette opération, la division reste à Nieuport, où Pinney est hospitalisé et abandonne temporairement le commandement. Il reste à l'hôpital durant deux mois, période pendant laquelle sa division prend part à de violents combats durant la bataille de Passchendaele. Quand le commandant du 8e corps Aylmer Hunter-Weston limoge le commandant divisionnaire de la 33e Philip. R. Wood pour « manque d'agressivité » (un limogeage injustifié, selon Simon Robbins), Pinney est reconduit à la tête de la division, le 30 novembre. Les rumeurs affirment qu'il a réussi à récupérer son poste en imposant son influence personnelle.

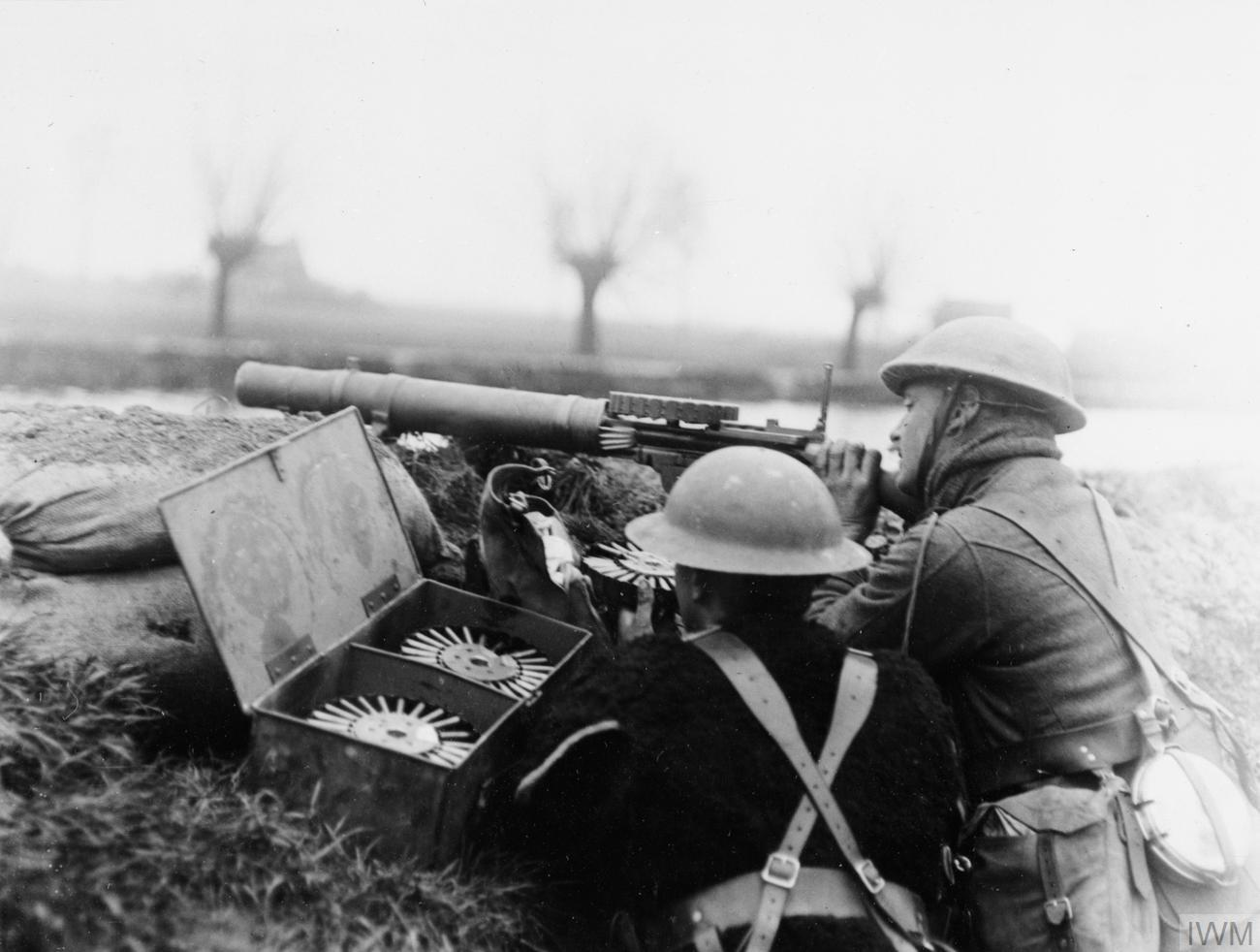
Deux soldats britanniques équipés d'une mitrailleuse Lewis Mark I, durant une opération à Hazebrouck en avril 1918.

La division reste en retrait jusqu'en avril 1918, date à laquelle les forces allemandes mènent une série d'attaques contre le front de l'ouest, dans le cadre de l'offensive du Printemps. Pendant la bataille de la Lys, le Corps expéditionnaire portugais subit une très lourde défaite, laissant une brèche de plus de 3 kilomètres de large dans les lignes britanniques. La 33e est déployée sur la ligne de front, Pinney prend la tête du bataillon divisionnaire de mitrailleuses qui, avec le renfort de quelques unités restées en réserve, parvient à repousser une importante offensive allemande lors de la bataille de Hazebrouck les 12 et 13 avril. Pour récompenser ses efforts de guerre durant le mois d'avril, Pinney, ainsi que les commandants des 12e, 55e et 61e divisions, sont nommés Chevaliers Commandeurs de l'Ordre du Bain. La 33e division est alors désignée pour entraîner la 30e division d'infanterie américaine tout au long de l'été, puis elle retourne au front en septembre et prend part à la bataille de la ligne Hindenburg, à la bataille de Cambrai et à la bataille de la Selle, où Pinney organise une attaque soutenue par l'utilisation de ponts factices, permettant ainsi à la 33e division de forcer en peu de temps une tête de pont et dégager la rive opposée. Les membres de la division terminent la guerre dans la vallée de la Sambre et commencent leur démobilisation. En février 1919, alors que la majorité de ses hommes sont démobilisés, Pinney prend sa retraite de l'armée, à l'âge de cinquante-six ans, après trente-cinq ans de service.

## Retraite et postérité
Après la fin de sa carrière militaire, Pinney s'installe au manoir Racedown, dans le village de Broadwindsor (comté de Dorset), où il devient un « gentilhomme de campagne à la retraite ». En 1923, il devient juge de paix et lieutenant adjoint du comté puis shérif. Il est nommé colonel honoraire des Royal Fusiliers (de 1924 à 1933), de la Brigade côtière du Dorset, de la Royal Artillery et du 4e bataillon du régiment de Dorsetshire.
Les trois fils de Pinney servent durant la Seconde Guerre mondiale, notamment son fils aîné Bernard, commandant de la J Battery Royal Horse Artillery à Sidi Rezegh durant l'opération Crusader en Afrique du Nord, qui meurt au combat en novembre 1941. Sa fille Rachel fait partie du gang de Ferguson, un groupe qui recueille des fonds pour la National Trust for Places of Historic Interest or Natural Beauty durant l'entre-deux-guerres
Une fondation portant le nom de Pinney, qui finance l'accès à l'enseignement supérieur des enfants d'anciens combattants, est créé en juin 1943.